# José Javier Pomés Ruiz
José Javier Pomés Ruiz (ur. 12 marca 1952 w Pampelunie) – hiszpański polityk, prawnik, poseł do Parlamentu Europejskiego.

## Życiorys
Ukończył studia prawnicze na Uniwersytecie Nawarry. Uzyskał również magisterium z ekonomii i zarządzania w biznesie w IESE Business School w Barcelonie. Był sekretarzem Unii Ludowej Nawarry, deputowanym regionalnego parlamentu Nawarry, ministrem gospodarki i finansów w regionalnym rządzie.
W latach 1993–1994 i ponownie od 1996 do 2009 z ramienia Partii Ludowej sprawował mandat posła do Parlamentu Europejskiego. Był członkiem grupy chadeckiej, pracował m.in. w Komisji Rozwoju, Komisji Budżetowej oraz Komisji Budżetowej.